# Renilla reniformis
Renilla reniformis is een Pennatulaceasoort uit de familie van de Renillidae. De wetenschappelijke naam van de soort werd in 1766 voor het eerst geldig gepubliceerd in 1766 door Peter Simon Pallas. Renilla reniformis wordt gekenmerkt door zijn vermogen om licht te genereren (bioluminescentie).

## Beschrijving
Een kolonie Renilla reniformis bestaat uit poliepen met verschillende vormen en functies waarbij de individuele dieren zooïden worden genoemd. De stengel (stoloon) wordt geleverd door een enkele, enorme poliep (oozooïd). Het blad- of bloemvormige lichaam draagt aan de bovenzijde talrijke kleine voedende poliepen (autozooïden). Tentakelvrije buisvormige poliepen (siphonozooïden) vormen de in- en uitlaatkleppen waardoor water kan worden afgegeven of geabsorbeerd.
R. reniformis is opvallend bioluminescent wanneer het wordt verstoord vanwege het samenspel tussen een luciferase (Renilla-luciferine 2-monooxygenase) en groen fluorescent proteïne (GFP). Beide moleculen zijn de laatste tijd extreem belangrijk geworden in de biologie. Het produceert ook secundaire metabolieten voor chemische verdediging, waardoor het een interessante bron van mariene natuurlijke producten kan worden.

## Verspreiding
Renilla reniformis is te vinden voor de kust van North Carolina tot Florida en voor de kust van Brazilië. In tegenstelling tot de verwante soort Renilla mülleri komt hij niet voor in de Golf van Mexico.